# Ministério das Relações Exteriores (Angola)
| Ministério das Relações Exteriores                                 |                                  |
| Palácio do Comércio, Rua Major Canhangulo, Luanda, LU mirex.gov.ao |                                  |
| Criação                                                            | 12 de novembro de 1975 (49 anos) |
| Atual ministro                                                     | Tete António                     |

O Ministério das Relações Exteriores (MIREX) é um órgão do Poder Executivo, responsável pelo assessoramento do Presidente da República na formulação, no desempenho e no acompanhamento das relações de Angola com outros países e organismos internacionais.
A atuação do MIREX cobre as vertentes política, comercial, econômica, financeira, cultural e consular das relações externas, áreas nas quais exerce as tarefas clássicas da diplomacia: representar, informar e negociar. Todas as missões diplomáticas de Angola estão sob sua responsabilidade.
Foi um dos departamentos do Governo da República Popular de Angola e do Governo de Unidade e Reconciliação Nacional de Angola, e é um dos departamentos do Governo da República de Angola.

## Chefes da pasta
Os seguintes nomes chefiaram a pasta:
- 1975 - 1976  José Eduardo dos Santos
- 1976 - 1984  Paulo Teixeira Jorge
- 1984 - 1985  José Eduardo dos Santos
- 1985 - 1989  Afonso Domingos Pedro Van-Dúnem
- 1989 - 1992  Pedro de Castro dos Santos Van-Dúnem
- 1992 - 1999  Venâncio da Silva Moura
- 1999 - 2008  João Bernardo de Miranda
- 2008 - 2010  Assunção Afonso dos Anjos
- 2010 - 2017  Georges Rebelo Pinto Chikoti
- 2017 - 2020  Manuel Domingos Augusto
- 2020 - pres. Tete António